# Румыно-саудовские отношения
Румыно-саудовские отношения — двусторонние дипломатические отношения между Румынией и Саудовской Аравией.

## История
В 1989 году в Румынии произошла революция, после которой новое правительство наладило дружеские отношения  с Саудовской Аравией. В октябре 1999 года премьер-министр Румынии Раду Василе принял делегацию Меджлис аш-Шура из Саудовской Аравии во главе с председателем Шейхом Мухаммедом бином Ибрагимом бином Усманом бином Джубайром, который предложил разработать соглашение о торгово-экономическом, техническом, культурном и спортивном сотрудничестве, а также о сотрудничестве в нефтяной сфере.
В марте 2000 года государственный секретарь по иностранным делам Румынии Михай Разван Унгуряну провёл переговоры с первым заместителем министра иностранных дел Саудовской Аравии Низаром Мадани. После встречи Низар Мадани заявил журналистам, что главной целью его визита в Румынию является поиск путей диверсификации и укрепления румыно-саудовских связей. В апреле 2000 года король Саудовской Аравии Фахд ибн Абдул-Азиз Аль Сауд встретился с министром иностранных дел Румынии Петре Романом. Петре Роман также провёл переговоры со своим коллегой Саудом ибном Фейсалом и наследным принцем Абдаллой (генеральным секретарем Совета сотрудничества арабских государств Персидского залива). Стороны обсудили налаживание более широкого экономического сотрудничества между странами. В мае 2000 года председатель Сената Румынии Мирча Ионеску Квинтус посетил Саудовскую Аравию по приглашению председателя Меджлиса аш-Шуры шейха Мухаммеда бина Ибрагима Аль Джубайра. В марте 2003 года председатель торгово-промышленной палаты Румынии Георге Кожокару и вице-председатель Торгово-промышленной палаты Эр-Рияда Абдул Азиз Аль Атель подписали меморандум о создании двустороннего Румыно-саудовского экономического совета.
С 2006 года отношения между странами стали более тесными, произошёл ощутимый прогресс в торговле и инвестициях. В ноябре 2006 года министр торговли и промышленности Саудовской Аравии Хашим Абдулла Ямани посетил Бухарест, где провёл переговоры с румынской стороной о расширении экономического сотрудничества. На встрече вице-премьер Румынии Богдан Паску заявил, что Саудовская Аравия является важным экономическим партнером и Румыния заинтересована в развитии экономических контактов с этим государством. В ноябре 2006 года посол Ион Добречи вручил верительные грамоты министру иностранных дел Саудовской Аравии Сауду ибну Фейсалу в Эр-Рияде. Ион Добречи заявил, что Бухарест стремится расширить экономическое, техническое, научное и культурное сотрудничество с Саудовской Аравией, а также изучает возможность сотрудничества в нефтегазовой отрасли. В ноябре 2007 года экономисты из Румынии посетили Саудовскую Аравию и Бахрейн, где провели встречи в торгово-промышленных палатах в Джидде, Эр-Рияде, Эд-Даммаме и Бахрейне. В июле 2011 года посол Румынии в Саудовской Аравии Ион Добречи скончался от сердечной недостаточности.

## Экономические отношения
В 2005 году объём товарооборота между странами составил сумму 200 млн. долларов США. Хотя Румыния имеет собственные месторождения нефти, она импортирует нефть из Саудовской Аравии. Экспорт Румынии в Саудовскую Аравию: стальная и алюминиевая продукция, используемая в нефтяной промышленности. В мае 2007 года посол Румынии в Саудовской Аравии заявил, что саудовские инвесторы на сегодняшний день вложили в экономику Румынию 2,2 млрд. долларов США.
В 2001 году сообщалось, что Amiantit group из Саудовской Аравии планировала инвестировать не менее 54 млн. евро в существующие производственные мощности по изготовлению труб в Румынии, а также о планах увеличить капиталовложения до 109 млн. евро. В ноябре 2007 года контрольный пакет акций румынского государственного предприятия Electroputere перешел к Saudi Mada Group, которая приобрела его за 174 млн. долларов США. Предприятие Electroputere занимается сборкой железнодорожных двигателей, генераторов и электрических трансформаторов, а компания Saudi Mada Group была намерена инвестировать 1 млрд. долларов США на модернизацию оборудования предприятия. Saudi Mada Group участвует в крупном железнодорожном проекте в Саудовской Аравии и планирует использовать железнодорожные двигатели со своего румынского предприятия.
В 2007 году Saudi Zamil Group изучала возможности инвестирования в румынские предприятия по производству стали и труб, а также разрабатывала крупный жилищный проект на 25 000 персон в Румынии. В 2008 году Saudi Oger приобрела румынского оператора сотовой связи Zapp Mobile. Достаточно большое количество румынской рабочей силы, особенно инженеров, заняты в нефтяной и строительной промышленности в Саудовской Аравии.

## Дипломатические представительства
- Румыния имеет посольство в Эр-Рияде и почетное консульство в Джидде[21].
- У Саудовской Аравии есть посольство в Бухаресте[22].